# 鄺灝
鄺灝（1488年—？），字子元，號台岡，直隸河間府任丘縣（今河北省任丘市）民籍，廣東高要縣人。明朝政治人物。

## 生平
順天府鄉試第七名舉人。正德十二年（1517年）丁丑科會試三十五名，廷试二甲八十七名進士。選翰林院庶吉士。十四年八月授编修，嘉靖四年（1525年）六月以修成《武宗实录》，升侍讲，六年十一月外放为山东布政使司左参议，累官至河南提學副使。乞休归，卒于家。

## 家族
曾祖鄺福；祖父鄺觀政，曾任縣丞；父鄺琚，曾任監生。母刁氏。具庆下。